# هیروو
هیروو (به بلغاری: Hirevo) یک منطقهٔ مسکونی در بلغارستان است که در سولیوو واقع شده‌است.